# Michał Jankowski (przyrodnik)
Michał Jankowski (ur. 24 września 1842 w Złotorii k. Tykocina, zm. 10 października 1912 w Soczi) – polski pionier rosyjskiego Dalekiego Wschodu, przyrodnik i hodowca. Szlachcic herbu Nowina, za udział w powstaniu styczniowym zesłany na Syberię.
Po odbyciu kary osiedlił się na pograniczu rosyjsko-mandżurskim. Założył i rozwinął gospodarstwo hodowlane w Sidemi – obecnie Półwysep Jankowskiego, tak nazwany na jego cześć. Zidentyfikował, opisał i dostarczył do rosyjskich i europejskich muzeów liczne okazy flory i fauny regionu. Upamiętniono to poprzez nadanie wielu gatunkom w oficjalnej nazwie zlatynizowanego nazwiska 'jankowskii'. Prowadził również wykopaliska archeologiczne i obserwacje meteorologiczne.

## Życiorys
Był szlachcicem w Polsce, zesłańcem na Syberii, dom i sławę znalazł w Kraju Ussuryjskim. To co zebrał niech będzie przykładem dla przyszłych gospodarzy tej ziemi.

### Lata młodzieńcze na ziemi polskiej i udział w powstaniu

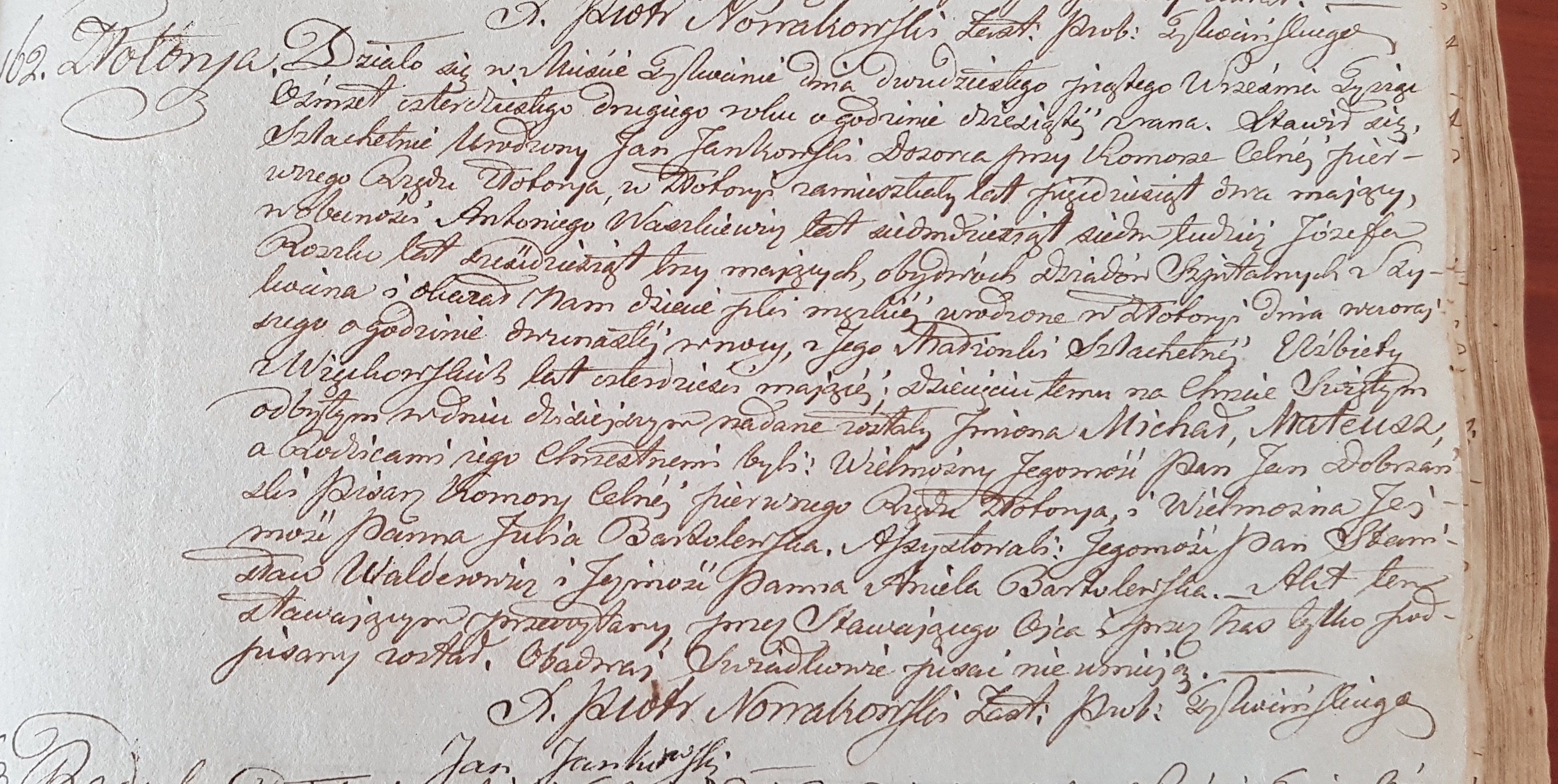
Akt chrztu Michała Jankowskiego

Był synem Jana i Elżbiety z Więckowskich. Dzieciństwo 1842–1851 spędził w Złotorii i w Tykocinie. Studiował w Akademii Rolniczej w Hory-Horkach koło Mohylewa. Wraz z innymi studentami walczył w powstaniu styczniowym w oddziale Ludwika Zwierzdowskiego.

### Zesłanie – Syberia
We wrześniu 1863 został skazany na osiem lat zesłania na Syberię i konfiskatę mienia. Drogę od Smoleńska do miejsca zesłania katorżnicy pokonali piechotą. Podczas pobytu w Siwakowej w pobliżu Czyty poznał Benedykta Dybowskiego i Wiktora Godlewskiego. Na podstawie decyzji z 1866 okres zesłania został skrócony o połowę.
Formalnie zakończył karę we wrześniu 1868, lecz przez pomyłkę został wysłany na dalsze prace przymusowe. Zwrócił się z prośbą do władz i otrzymał pozwolenie na osiedlenie się w Badajsku w obwodzie irkuckim, gdzie przybywał od listopada 1868. Pracował tam w kopalni złota.
W latach 1872–1874 wraz z Godlewskim wziął udział w ekspedycji naukowej kierowanej przez Dybowskiego. Na potrzeby wyprawy Jankowski zbudował łódź, która otrzymała nazwę 'Nadzieja'. Podczas wyprawy, pod okiem Dybowskiego, nabył umiejętności preparowania i opisywania okazów przyrodniczych.
W 1873 rzeką Argun dotarli do Amuru, którym następnie dopłynęli do ujścia rzeki Ussuri. Zimę 1873/1874 badacze spędzili w stanicy Kozakiewiczewo. Wiosną 1874 Michał Jankowski zakończył udział w ekspedycji. Zaakceptował otrzymaną propozycję pracy i udał się do Władywostoku.

### Na Dalekim Wschodzie

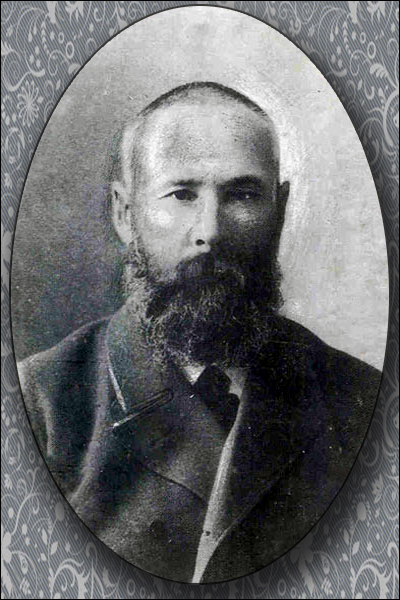
Michał Jankowski

W 1874 objął stanowisko zarządcy kopalni złota na wyspie Askold koło Władywostoku. W 1876 urodził się jego pierworodny syn Aleksander. W 1877 założył na wyspie stację meteorologiczną, a wyniki badań przesłał do Głównego Obserwatorium Astronomicznego w Pułkowie. W tym samym roku ożenił się z Olgą Kuzniecową pochodzącą z buriackiej rodziny Kurtukowych. Kandydatkę na żonę poznał oglądając album z fotografiami panien na wydaniu u fotografa Karla Szulca i wysłuchując krótkiej charakterystyki kandydatek. Jankowski wybrał się dwukrotnie w odwiedziny do Kurkutowych, a przy kolejnej wizycie oświadczył się wybrance. Olga poprosiła o cztery dni do namysłu i po tym czasie zgodziła się. Ślub odbył się w kilka dni później.
Wkrótce Jankowskim urodziło się dwoje dzieci: Elżbieta (1878) i Jerzy (1879). W 1879 Jankowski nabył ziemię (ok. 550 ha) na półwyspie Sidemi (obecna nazwa Półwysep Jankowskiego), a w połowie 1880 przeprowadził się tam wraz z rodziną. Tu przyszły na świat jego kolejne dzieci Anna (1884), Jan (1886), Siergiej (1888) i Paweł (1890).
Półwysep Sidemi z uwagi na swoje położenie blisko granicy mandżurskiej był niebezpiecznym miejscem. Ludziom zagrażały nieustannie rozbójnicze bandy hunhuzów, a zwierzętom tygrysy i lamparty ussuryjskie. Jankowscy spali z bronią gotową do strzału. Michał był doskonałym myśliwym. Podczas jednej z potyczek udało mu się uniknąć śmierci, gdy celnym strzałem oddanym w tył powalił przywódcę bandy, który chował się za drzewem. Towarzyszący mu Koreańczycy uznali, że stało się to za sprawą dodatkowej pary oczu z tyłu głowy. Nadali Michałowi Jankowskiemu przydomek "Nenuni", czyli czterooki.
Na zakupionych terenach Jankowski założył sad, pasiekę oraz gospodarstwo hodowlane jeleni sika i koni. Równolegle prowadził eksplorację przyrodniczą, dostarczał liczne okazy fauny i flory do muzeów rosyjskich i europejskich. Prowadził też badania archeologiczne. W 1887 został przyjęty do Towarzystwa Badawczego Kraju Amurskiego. W 1889 dotował budowę muzeum we Władywostoku, a później aktywnie uczestniczył w tworzeniu jego kolekcji. W 1890 na mocy ukazu cara Aleksandra III został zniesiony nad Michałem Jankowskim nadzór policyjny z zastrzeżeniem, według którego miał ograniczone prawo powrotu na terytorium przedrozbiorowej Rzeczypospolitej. Na początku lat 90. założył we Władywostoku firmę "Jankowski, Żułkiewicz & Co", która wybudowała w 1893 fabrykę wyrobów skórzanych, a w 1902 otworzył tam księgarnię "Jankowski i Trusow". Około 1905 przeniósł się na stałe do Władywostoku. W okresie wojny rosyjsko-japońskiej dowodził oddziałem samoobrony granic. W kolejnych latach gromadził zbiory dla muzeów we Władywostoku, Irkucku i Chabarowsku. W 1909 po przejściu ciężkiego zapalenia płuc wyjechał na kurację do Semipałatyńska, a następnie do Soczi, gdzie przebywał aż do śmierci w 1912.

## Dokonania
W Związku Radzieckim przez wiele lat nie można było otwarcie mówić o przedsiębiorcach obcego pochodzenia, którzy rozwijali Daleki Wschód Rosji. Z tego powodu intensywne prace badawcze nad rodziną Jankowskich rozpoczęły się dopiero w latach 90. XX wieku. Ponieważ materiał jest obszerny, w Muzeum im. W.K Arsieniewa we Władywostoku odbywają się specjalne konferencje poświęcone Michałowi Jankowskiemu i jego potomkom – Янковские чтения (Jankowskije cztienija).

### W dziedzinie hodowli

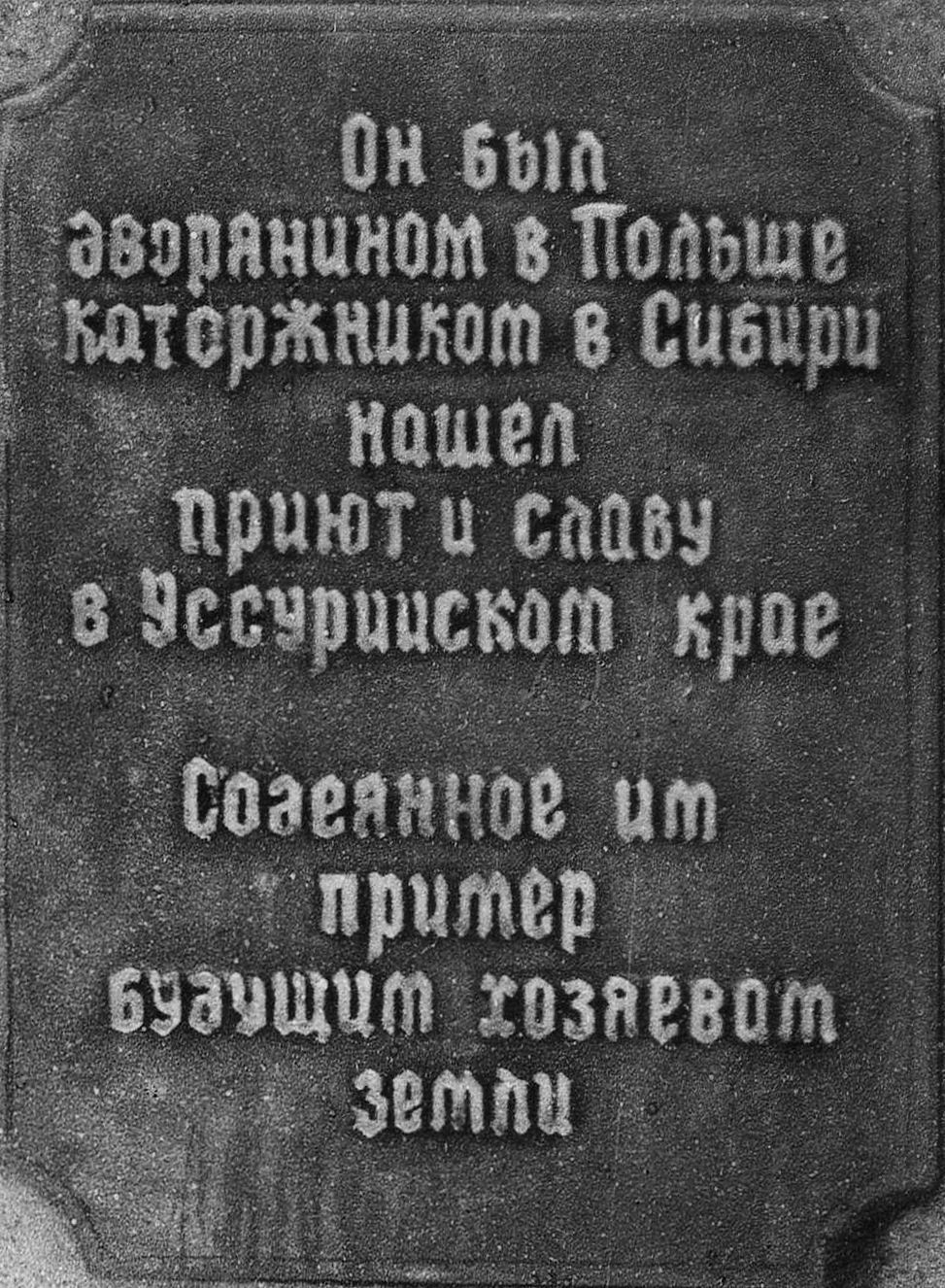
Pomnik Michała Jankowskiego
Był szlachcicem w Polsce, zesłańcem na Syberii, dom i sławę znalazł w Kraju Ussuryjskim. To co zebrał niech będzie przykładem dla przyszłych gospodarzy tej ziemi

Już w pierwszych latach po osiedleniu się na Sidemi Michał Jankowski prowadził hodowlę jeleni sika. Nowatorska metoda hodowli pozwalała uzyskiwać poroża bez konieczności zabijania zwierząt. Ten sam osobnik mógł dostarczać poroże kilkakrotnie i zachowywał zdolność do rozrodu. W 1899 teren hodowli jeleni został ogrodzony. Na początku XX w. stado hodowane przez Jankowskiego liczyło ponad 2000 sztuk.
Równolegle rozpoczął hodowlę koni (na początku były to cztery konie rasy mandżurskiej oraz po dwa konie ras koreańskiej i zabajkalskiej). W 1891 wyprawił się do Tomska i sprowadził stamtąd tabun 160 koni. Dążył metodą krzyżowania ras do wyhodowania odmiany dalekowschodniej. W 1896 w stadninie Jankowskich było już ponad 200 kobył zdolnych do rozrodu. W stadninie hodowano konie pełnej krwi angielskiej, "odmianę Jankowskiego" oraz lekkie konie pociągowe i wierzchowce. Rocznie sprzedawano 75–100 sztuk po 175 i więcej rubli za sztukę. Ich charakterystyczną cechą było wypalane piętno z literą Я ('JA' od Jankowski). Swoje obserwacje z hodowli koni Jankowski opisał w publikacji wydanej w Sankt Petersburgu w 1896.
Unikalnym osiągnięciem Jankowskiego było założenie plantacji żeń-szenia. Początek hodowli stanowiła niewielka porcja ziaren i korzeni przekazanych przez autochtonów z plemienia Tazów. Na początku XX wieku rozmiar hodowli liczony był już w dziesiątkach tysięcy korzeni. Jak do tej pory nie udało się powtórzyć sukcesu hodowlanego na taką skalę.

### W dziedzinie biologii
Michał Jankowski przez całe życie zbierał, preparował, opisywał i dostarczał okazy fauny i flory dla muzeów rosyjskich i europejskich. Wśród odbiorców okazów były muzea w Petersburgu, Chabarowsku, Irkucku, Władywostoku, Warszawie (muzeum Branickich – obecnie Muzeum i Instytut Zoologii PAN), Lwowie, Berlinie oraz Paryżu. Opisał też około 100 gatunków motyli, a także nieznane dotąd chrabąszcze i rośliny. Przekazał też pasję i umiejętności swoim dzieciom (Jerzy i Aleksander kontynuowali badania ojca w Rosji, Chinach i Korei). W 1897 na prośbę księcia Mikołaja Michajłowicza pomógł w organizacji wyprawy entomologicznej do Korei pod kierownictwem Władimira Komarowa. Wzięli w niej udział obydwaj wspomniani synowie. Systematycy (m.in. Władysław Taczanowski i Charles Oberthür) w dowód uznania dla Michała Jankowskiego i jego synów nadali wielu gatunkom w oficjalnej nazwie przymiotnik 'jankowskii'.
Ptaki: trznadel Jankowskiego (Emberiza jankowskii),
łabędź czarnodzioby – podgatunek dalekowschodni (Cygnus columbianus jankowskyi), podgatunek sroki (Pica pica jankowskii).
Motyle: Xanthocosmia jankowskii, Spilosoma jankowskii, Agonum jankowskii, Lemyra jankowskii, Rhodinia jankowskii, Marumba jankowskii, Dasychira olga, Cifuna jankowskii, Spilarctia jankowskii, Acronycta jankowskii, Cucullia jankowskii, Amphipyra jankowskii, Parastichtis jankowskii, Calymnia jankowskii, Steneloba jankowskii, Calotaenia jankowskii, Capnodes jankowskii, Euchloris jankowskii, Triphaena jankowskii, Thetidia jankowskiaria, Notodonta jankowskii, Zephyrus jankowskii.
Chrząszcze: Carabus jankowskii
Rośliny: Carex jankowskii, Alpinia jankowskii.

### W dziedzinie archeologii
W 1880 Michał Jankowski przeprowadził prace wykopaliskowe u ujścia rzeki Sidemi. Wykopane przedmioty pochodziły od ludności zamieszkującej Kraj Ussuryjski w okresie VIII–III p.n.e. Znaleziska opisał i przekazał do muzeum Wschodnio-Syberyjskiego Oddziału Rosyjskiego Towarzystwa Geograficznego. Później wykopano podobne przedmioty w innych stanowiskach na terenie Kraju Ussuryjskiego. Od 1972 opisana kultura nosi nazwę "kultury Jankowskiego".
Jej ustalony zasięg geograficzny to wybrzeże Morza Japońskiego od zatoki Ungi w Korei po zatokę Preobrazhenie w Rosji.